# Monica Roccaforte
Monica Roccaforte (pe numele real Szilvia Wagner; n. 14 ianuarie 1971, Budapesta, Republica Populară Ungară) este o actriță porno din Budapesta, Ungaria.

## Filmografie
- Private Gaia 3: Weekend in Bologna (1997)
- La famiglia (1997)
- Rosa shocking (1998)
- Fuga dall'Albania (1998)
- Il confessionale (1998)
- La Famiglia (1998)
- Sacro e profano (1998)
- Intimita' proibite di Giovani Casalinghe (1999)
- Il Mostro dell'autostrada Napoli-Roma (1999)
- Il Ritorno di Don Tonino (1999)
- Stavros (1999)
- Stavros 2 (1999)
- Private Casting X 30: Gabriella Kerez (2000)
- Eurobabes #1 (2000)
- Incesto (2000)
- Inferno (2000)
- Napoli (2000)
- Casino (2001)
- Hellficker (2001)
- Il Mondo perverso delle miss (2001)
- Capodanno in casa Curiello (2002)
- La Carovana della violenza (2003)